# Homalodisca lucernaria
Homalodisca lucernaria är en insektsart som först beskrevs av Carl von Linné 1758.  Homalodisca lucernaria ingår i släktet Homalodisca och familjen dvärgstritar. Inga underarter finns listade i Catalogue of Life.